# Tingstok
Tingstok er navnet på de bjælker eller planker, som i en firekant lå pa stene omkring tingstederne og som blev anvendt som tingbænk for f.eks. herredsfogeden og tingsvidnerne (stokkemændene). Udtrykket stammer fra tiden, da tingforsamlinger endnu fandt sted under åben himmel og var afgrænset ved fire stokke. I landsbyen Risby i Sydslesvig findes endnu i dag en gade ved navn Tingstok (på tysk Dingstock), som minder om Risbyherreds tidligere tingsted.